# The Suicide File
I The Suicide File sono stati un gruppo hardcore punk statunitense dalla breve vita, formatosi a Boston nell'aprile 2001 e appartenente alla scena hardcore locale. Il gruppo scriveva soprattutto brani dal forte contenuto politico, ma nelle sue canzoni trattava anche problemi sociali e personali. La maggior parte dei lavori della band è stata pubblicata dalla Indecision Records, etichetta hardcore con sede in California. Il gruppo si sciolse nell'ottobre 2003, dopo due anni di attività. Componenti della band hanno fatto parte di Death By Stereo, When Tigers Fight e Adamantium.

## Formazione
- Dave Weinberg - voce
- Neeraj Kane - chitarra
- John Carpenter - basso
- Jarrod Alexander - batteria
- Jason Correia - chitarra
- Jimmy Carroll - chitarra in Things Fall Apart

## Discografia
Album in studio
- 2003 - Twilight

EP
- 2002 - The Suicide FIle
- 2003 - Things Fall Apart
- 2004 - Live on WERS

Raccolte
- 2005 - Some Mistakes You Never Stop Paying For

Split
- 2002 - The Suicide File/The Hope Conspiracy
- 2002 - The Suicide File/R'N'R

Demo
- 2001 - The Suicide File